# 大野町 (市川市)
大野町（おおのまち）は、千葉県市川市の地名。現行行政地名は大野町一丁目から大野町四丁目。郵便番号は272-0805。

## 地理

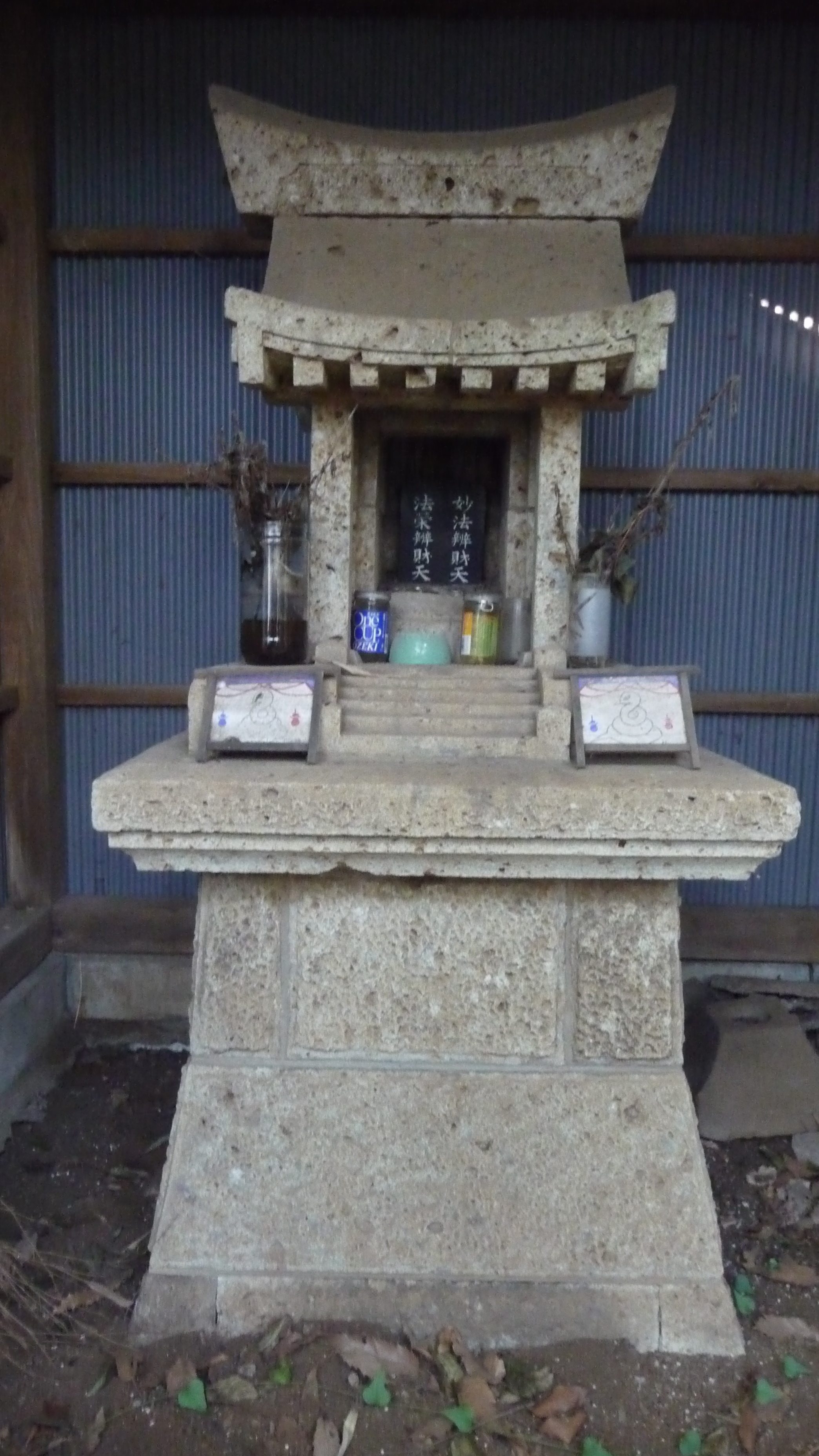
出城、大野城を築いたと伝承される平将門を祀る祠

市川市北部に位置する。北は大町、東は鎌ケ谷市中沢、南東は柏井町、南は南大野、南西は下貝塚、西は松戸市高塚新田と接している。町域内は住宅地となっている一方、北東部にあたる四丁目では農地も多く残り、市川霊園や大町自然公園がある。市川市で数少ない住居表示未施行地域である。
二丁目に市立大柏小学校、三丁目に市立第五中学校、市川大野郵便局、四丁目に市川霊園がある。かつては県立市川北高等学校があったが、市川西高等学校と統合し市川昴高等学校となった。

### 地価
住宅地の地価は、2014年（平成26年）1月1日の公示地価によれば、大野町2丁目1875番27の地点で12万8000円/m2となっている。

## 歴史

### 沿革
- 平安時代中期 - 平将門によって築城された大野城があったとの伝承。
- 鎌倉時代 - 八幡荘大野村に属し曾谷教信が支配する。当時、迎新田・迎米・御門・殿台の4郷で構成されていたことが知られ、現在の大野町一丁目 - 四丁目の原形とする説もある[6]。
- 1869年（明治2年） - 葛飾県葛飾郡大野村となる。
- 1871年（明治4年） - 廃藩置県、県の統合により印旛県葛飾郡大野村となる。
- 1873年（明治6年） - 県の統合及び、郡の分割により千葉県東葛飾郡大野村となる。
- 1889年（明治22年） - 東葛飾郡柏井村、奉免村、大町新田と合併し、東葛飾郡大柏村大字大野となる。
- 1949年（昭和24年）11月3日 - 市川市に編入。市川市大字大野となる。
- 1951年（昭和26年）12月1日 - 市内の大字を町に変更。それに伴い、市川市大野町一丁目 - 四丁目となる。

## 世帯数と人口
2017年（平成29年）9月30日現在の世帯数と人口は以下の通りである。
| 丁目         | 世帯数    | 人口     |
| ------------ | --------- | -------- |
| 大野町一丁目 | 1,132世帯 | 2,600人  |
| 大野町二丁目 | 1,423世帯 | 3,367人  |
| 大野町三丁目 | 1,885世帯 | 4,114人  |
| 大野町四丁目 | 1,399世帯 | 3,159人  |
| 計           | 5,839世帯 | 13,240人 |

## 小・中学校の学区
市立小・中学校に通う場合、学区は以下の通りとなる。
| 丁目         | 番地                                                                       | 小学校               | 中学校               |
| ------------ | -------------------------------------------------------------------------- | -------------------- | -------------------- |
| 大野町一丁目 | 1～21番 33番の2、3、7、13                                                  | 市川市立宮久保小学校 | 市川市立下貝塚中学校 |
| 大野町一丁目 | その他                                                                     | 市川市立大野小学校   | 市川市立下貝塚中学校 |
| 大野町二丁目 | 全域                                                                       | 市川市立大柏小学校   | 市川市立第五中学校   |
| 大野町三丁目 | 全域                                                                       | 市川市立大柏小学校   | 市川市立第五中学校   |
| 大野町四丁目 | 2154～2524番地 2595～2601番地 2606～2762番地 2765～2767番地 2790～3238番地 | 市川市立大柏小学校   | 市川市立第五中学校   |
| 大野町四丁目 | 2525～2594番地 2602～2605番地 2763～2764番地 2768～2789番地                | 市川市立大町小学校   | 市川市立第五中学校   |

## 交通
町域の中央をJR東日本武蔵野線が通り、市川大野駅が設置されている。

## 施設

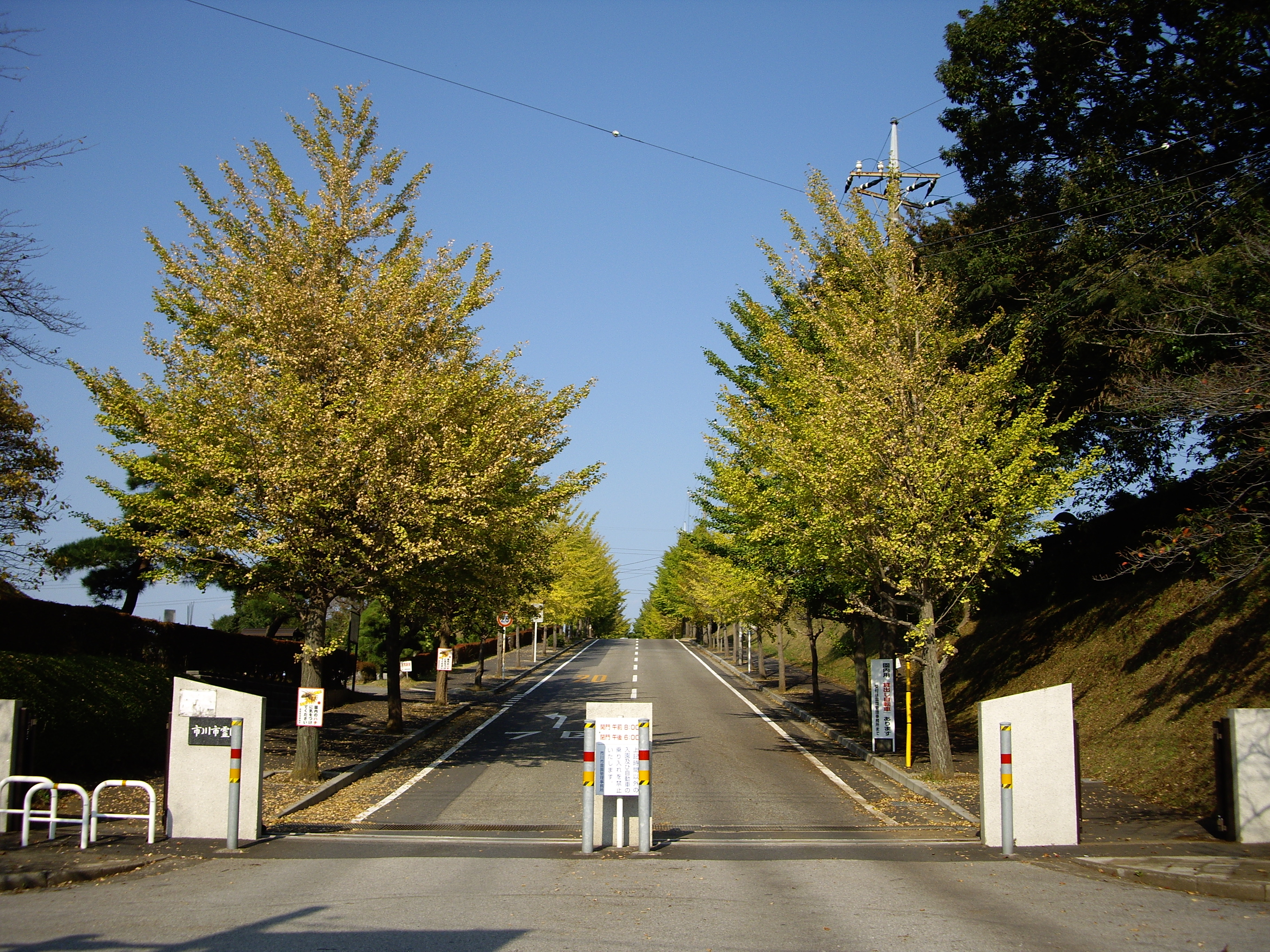
市川霊園（大野町四丁目）

- 市川大野郵便局
- 市川市立第五中学校
- 市川市立大柏小学校
- 千葉県立特別支援学校市川大野高等学園
- 万葉植物園
- 浄光寺幼稚園
- 市川市斎場
- 市川霊園